# لوتر استرینج
لوتر استرینج (انگلیسی: Luther Strange؛ زادهٔ ۱ مارس ۱۹۵۳) سناتور جونیر ایالات متحده از آلاباما است. در پی انتصاب سناتور قبلی آلاباما، جف سشنز، به دادستانی کل ایالات متحده، فرماندار آلاباما استرینج را به عنوان سناتور منصوب کرد. او پیشتر دادستان کل آلاباما بود.